# Maria Königin
Maria Königin, lateinisch Maria Regina, ist ein Marientitel. Die Verehrung Mariens als Königin hat sich im Laufe der ersten Jahrhunderte in der christlichen Literatur und Kunst, in Theologie und in der Frömmigkeit der Gläubigen in Stufen herausgebildet.

## Der Werdegang der königlichen Verehrung Mariens im ersten Jahrtausend

### Biblische Grundlage
Bei der Verkündigung wird Maria zur Mutter des Sohnes Gottes und des Königs David berufen: „Gott der Herr wird ihm den Thron seines Vaters David geben, und er wird über das Haus Jakob auf ewig König sein und seiner Herrschaft wird kein Ende sein“ (Lk 1,32–33 ). Darauf bezieht sich die spätere Glaubensüberzeugung, dass Maria als Mutter des Messiaskönigs an seiner königlichen Würde teilhat.

### Frühe Ansätze (Ende 4. Jahrhundert, Anfang 5. Jahrhundert)
Die frühesten Ansätze zu einer königlichen Verehrung der Muttergottes zeigen sich im späten 4. Jahrhundert in der Kunst beziehungsweise zu Beginn des 5. Jahrhunderts in der Literatur. Vor dem 5. Jahrhundert war die Muttergottes in schlichten Kleidern dargestellt worden, in der Literatur ohne irgendwelches höfische Milieu.
Auf den Szenen der Anbetung durch die Weisen des Silberreliquiars von San Nazaro Maggiore in Mailand (vor 382) und auf einer Reliefplatte im Musée Lavigerie in Karthago (um 430), die nach dem Vorbild einer Audienz am Kaiserhof gestaltet sind, erscheint Maria erstmals als Angehörige des Königshofes Christi. Etwas später finden sich auch in der Literatur Hinweise auf die Zugehörigkeit Mariens zum Hof des Christkönigs. Prudentius († nach 405) macht ebenfalls im Zusammenhang mit der höfischen Gestaltung der Huldigung durch die Weisen darauf aufmerksam, während Severian von Gabala († nach 408) bei der Illustration der Würde Mariens sagt, dass die heilige Jungfrau zur Königsburg berufen wurde, um der göttlichen Mutterschaft zu dienen.

### Königinmutter (Erste Hälfte des 5. Jahrhunderts)

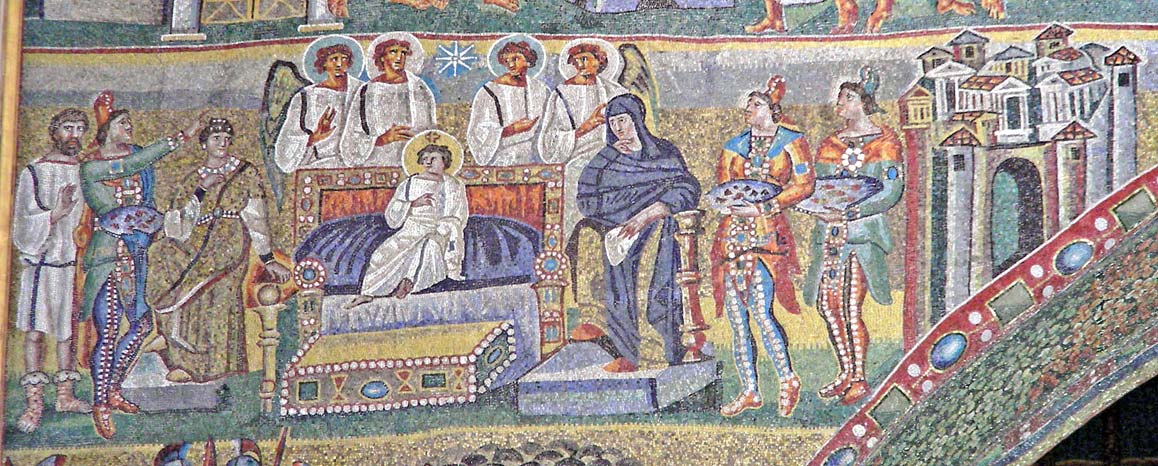
Rom, S. Maria Maggiore, Triumphbogen, Die Huldigung der Weisen: Maria als Königinmutter (434)

Im Laufe der ersten Hälfte des 5. Jahrhunderts wurde die Muttergottes erstmals in Kunst und Literatur mit einem höfischen Attribut bedacht, und zwar als Königinmutter, aber noch nicht als Königin. Auch hiervon gibt die Kunst die früheste Kunde. Auf der Alexandrinischen Weltchronik (392–412) ist sie mit ihrem Kind auf dem Arm und wie Jesus Christus in der schwarzroten Farbe des kostbaren kaiserlichen Blattapurpurs dargestellt.
Auf den Triumphbogenmosaiken von S. Maria Maggiore in Rom (vollendet 434) ist Maria mit der goldenen Cyclas, dem Hofgewand der Regia Matrona und heiligen Jungfrau im Himmel bekleidet. Die goldene Cyclas war das Hofkostüm einer Königinmutter oder auch der Kaiserin, die noch nicht zur Augusta (Kaiserin) erhoben war.
Die literarischen Zeugnisse folgen bald darauf: Hesychius von Jerusalem (+ nach 450) preist die Jungfrau Maria als „Mutter des himmlischen Königs“ und der Kirchenlehrer Petrus Chrysologus, Metropolit von Ravenna († ca. 450), huldigt ihrer als Domina, als „Herrin“ und als Genitrix Dominatoris, als „Mutter des Herrschers“.

### Die himmlische Königin an der Seite des himmlischen Königs (spätes 5. Jahrhundert)
Erst im späten 5. Jahrhundert begann man, Maria als himmlisches Gegenstück der irdischen Königin zu verehren und diese Würde immer genauer zu umschreiben. Zunächst ehrte man sie in der Literatur mit Bezeichnungen wie „himmlische Königin“ (Chrysipp von Jerusalem † 479) und in mehreren lateinischen Predigten als Domina nostra („unsere Herrin“), auch ein Titel der Kaiserin.
Es blieb bis in die zweite Hälfte des 6. Jahrhunderts offen, welche Vorstellungen man mit diesen Bezeichnungen verband. Erst dann vollendete sich das literarische Bild der Regina Maria. Nun legte man die Vorstellungen vom Königtum Mariens aus. Die frühesten Belege stammen aus Schriften der Kaiserstadt Konstantinopel und beziehen das Königtum Mariens zunächst auf den byzantinischen Kaiser, seine Herrschaftsaufgaben und auf den inneren und äußeren Schutz des Reiches. Den Höhepunkt in der Interpretation der königlichen Würde Mariens bildet das Carmen in laudem sanctae Mariae des Venantius Fortunatus († um 600), geschrieben in der Kaiserstadt Ravenna. Danach erstreckt sich das Königtum Mariens über den Himmel, die Erde und die Unterwelt mit ihren Bewohnern, also über den ganzen Kosmos. Die Mutter Jesu Christi herrscht aber nicht eigenständig, sondern an der Seite ihres Sohnes, des allmächtigen, himmlischen Königs, und ist ihm untertan. Zeichen dafür ist, dass sie die kaiserlichen Insignien und ihr Amtskleid von ihm empfangen hat, und er sie auf seinem Thron Platz nehmen ließ.
In der bildenden Kunst entstand in diesem Milieu zu Beginn des 6. Jahrhunderts ein neuer Typ des Marienbildes, der sich am spätantiken Bild des thronenden byzantinischen Kaiserpaares orientiert. Maria thront wie die Kaiserin zum Kaiser neben ihrem Sohn auf einem eigenen Edelsteinthron, ist wie der himmlische König mit einem kaiserlichen Nimbus ausgezeichnet, von Engeln umgeben und in Purpurgewänder gehüllt, in die blattapurpurne Stola mit Palla.

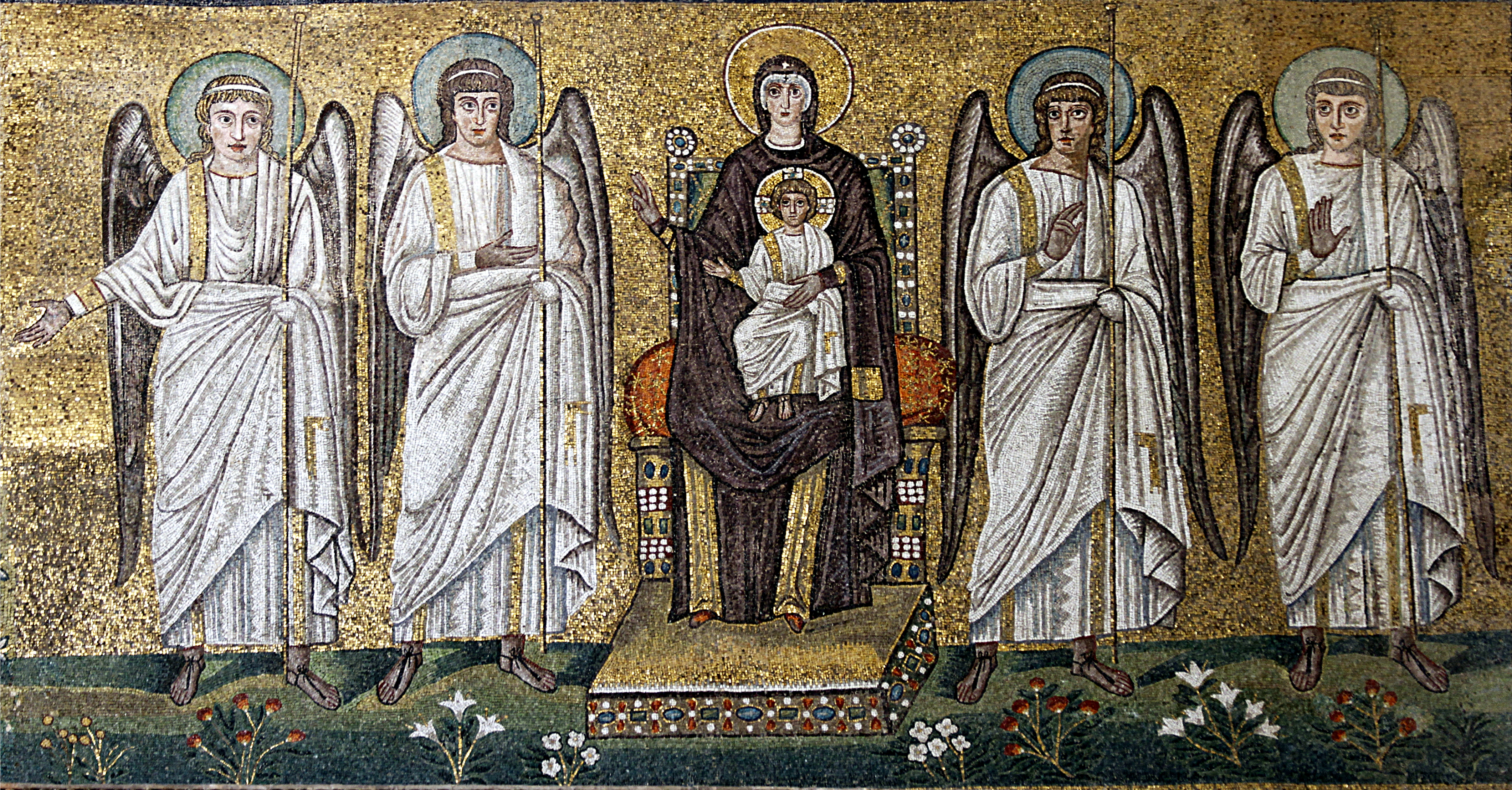
Die Muttergottes zwischen Engeln (um 526), Mosaik in Sant’Apollinare Nuovo in Ravenna

Die Muttergottes erscheint an der Seite ihres Sohnes, des himmlischen Königs. wie die Kaiserin im byzantinischen Reich an der Seite ihres Gemahls. Allerdings darf trotz der Nähe zum kaiserlichen Repräsentationsbild nicht die Distanz zu ihm übersehen werden. Sie kommt im Verzicht der himmlischen Majestäten auf die wichtigsten Insignien des Kaiserin und des Kaisers zum Ausdruck:
- das kaiserliche Diadem
- die kaiserlichen Amtskostüme (Purpurchlamys und die kaiserliche Triumphaltrabea) sowie
- die edelsteinbesetzten Schuhe

Diese Unterschiede sollen darauf aufmerksam machen, dass das Königtum Jesu Christi und Mariens anderer Natur ist als das irdische Herrschertum, und Christus und seine die Mutter keine Herrscher dieser Welt, sondern himmlische Majestäten sind.
Dieses Bild der Maria Königin auf dem Edelsteinthron und in diesem Purpurkleid blieb für die nächsten Jahrhunderte das bestimmende Maria-Königin-Bild in West- und Ostrom. Dabei wird im Laufe der Zeit Mariens Königtum näher durch weitere königliche Insignien erläutert (Kranz aus der Hand Gottes und der Himmelsglobus), die ihr präsentiert werden, aber auch durch die verschiedenen ikonographischen Beigaben (Engel, Apostel, Heilige, Bischöfe als Repräsentanten der Kirche) mit ihren spezifischen Aufgaben im Reich Christi.

### Die Königin des Weltalls an der Seite ihres Sohnes (im Verlauf des 6. Jahrhunderts)

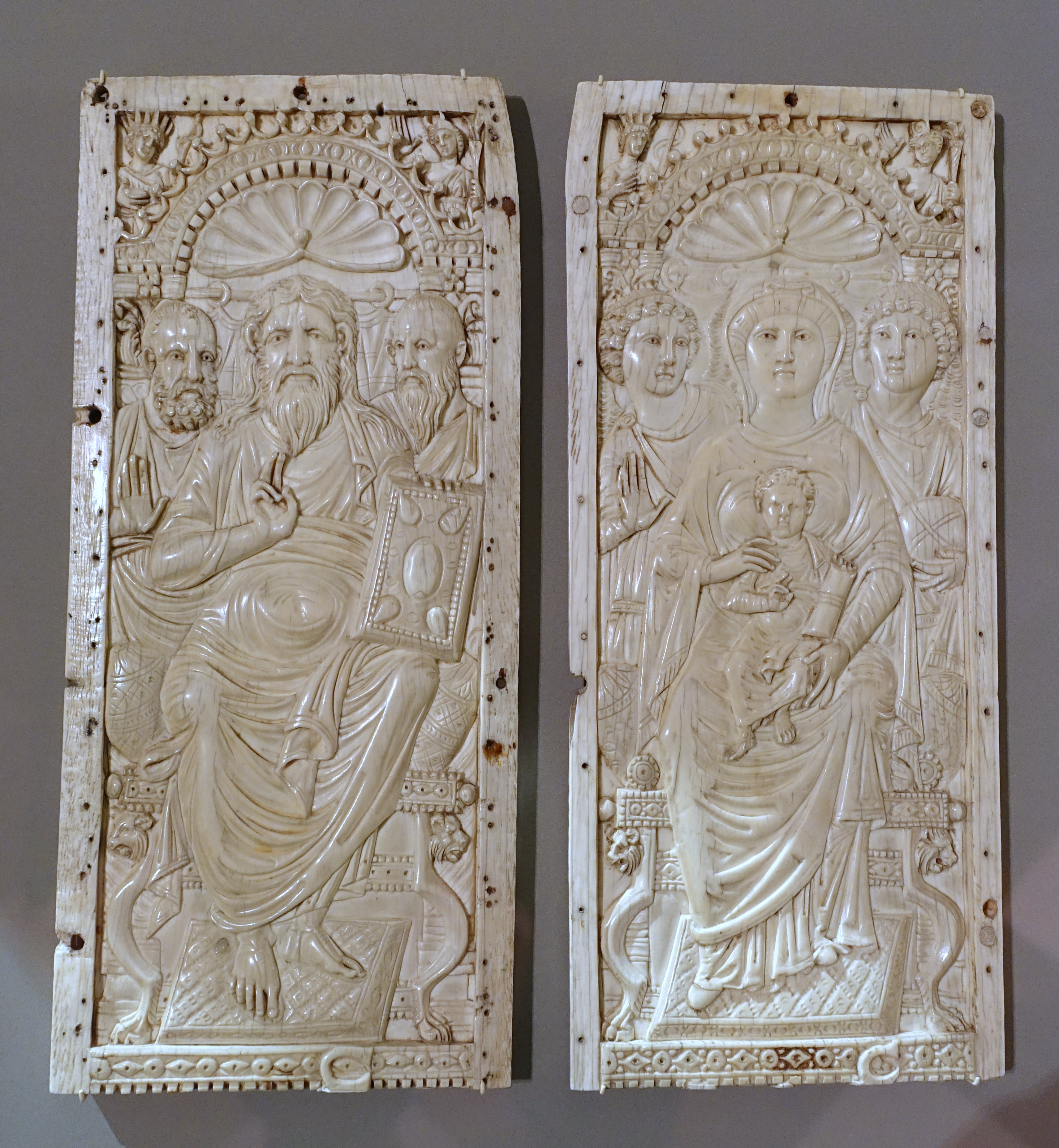
Berlin, Bode-Museum, Diptychon mit Christus und der Gottesmutter, Konstantinopel (520–550)

Dieses Thema ist in der bildenden Kunst schon früher als in der Literatur greifbar. Auf einem Elfenbeindiptychon im Bode-Museum zu Berlin (zwischen 520 und 550) und auf dem Apsismosaik der Panagia Angeloktistos zu Kiti auf Zypern (eher 7. Jahrhundert) weist ein Himmelsglobus auf die Herrschaft über den Kosmos hin. Auf dem Elfenbeindiptychon thront die Mutter Jesu wie die Kaiserin Theodora auf ihrem Mosaik in S. Vitale in Ravenna unter einer muschelförmigen Apsis, in den Zwickeln sind Mond und Sonne angebracht, die Zeichen der kosmischen Herrschaft, und der kosmische Globus wird von einem der beiden Engel, auf dem Apsismosaik von zwei Engeln dem Kind und seiner Mutter dargebracht. Weil Maria den Pantokrator, den Allherrscher, Christus geboren hat, nimmt sie an seiner Herrschaft über das All teil. Sie trägt dabei ihr traditionelles Gewand als Königin, also keine kaiserliche Tracht.

### Maria Augusta (Kaiserin) (2. Hälfte des 6. Jahrhunderts)

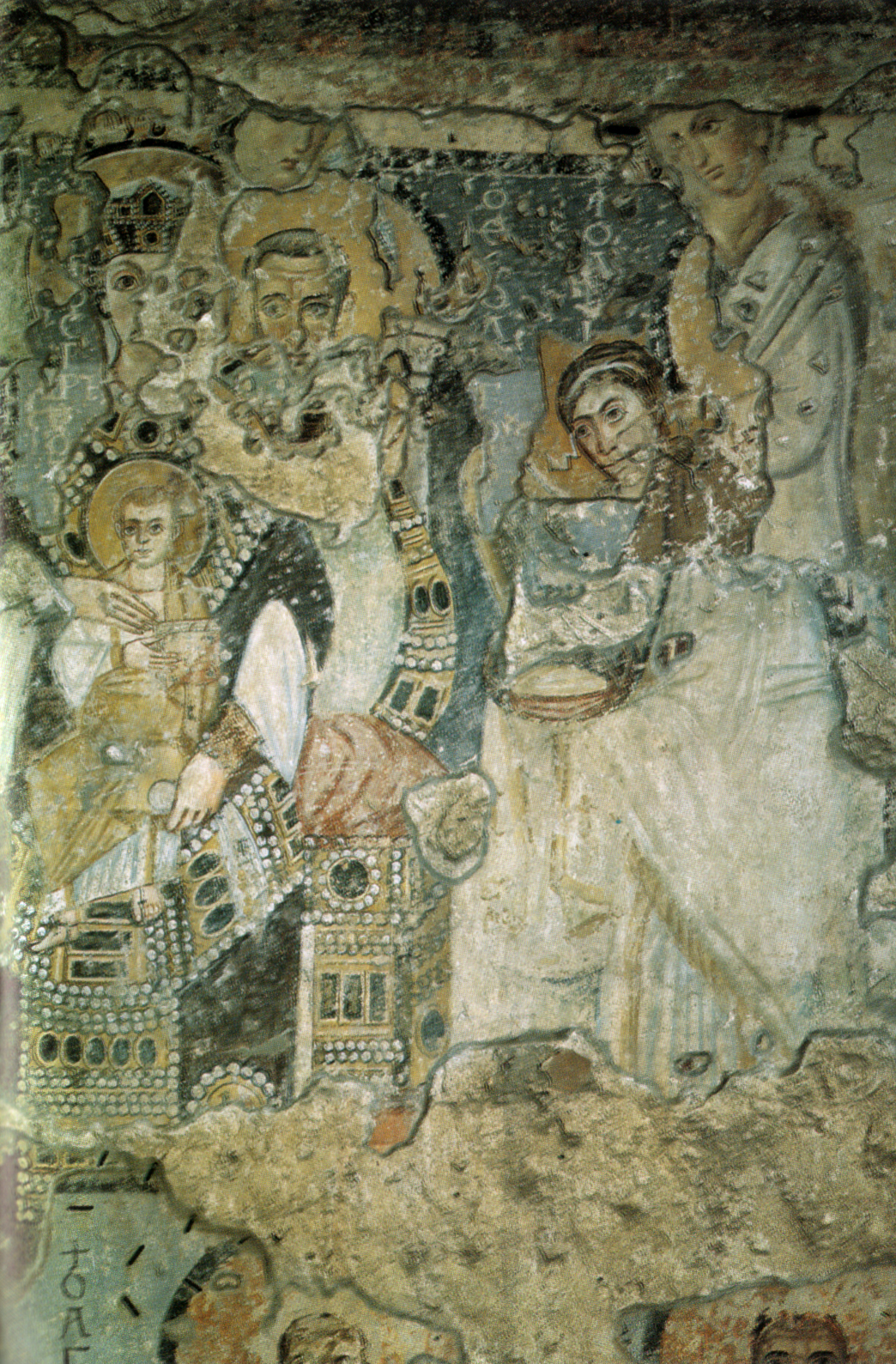
Rom, S. Maria Antiqua, unterste Schicht des Palimpsestfreskos, Maria als byzantinische Kaiserin (565–578)

Einen Umschwung in der Darstellung der Maria Regina bedeutete es, als man zur Zeit der Kaiserin Sophia, der Gemahlin Justins II. (565–578) Maria mit ihrem Sohn auf der Wand eines byzantinischen Amtsgebäudes an der Rampe zum Kaiserpalast auf dem römischen Palatin mit dem Juwelendiadem und in der Triumphaltrabea einer byzantinischen Kaiserin auf einem kaiserlichen Lyrathron sitzend darstellte. Zwei Engel huldigen ihnen mit einer goldenen Krone in Händen.
Die himmlische Königin wurde damit auch zur Kaiserin des oströmischen Reiches gemacht, und man verband Regierung, Einheit und Wohl des Staates mit ihr. Es erscheint denkbar, dass dieses Maria-Kaiserin-Bild nach dem Sieg der Byzantiner über die Ostgoten und der erneuten Eingliederung Roms in das byzantinische Reich die Aufgabe hatte, das alte Rom mit dem neuen Rom und seinem Kaiserhaus zu verbinden und diese Verbindung zu festigen. Auf die Politisierung des Maria-Königin-Bildes könnte hinweisen, dass man es später verschwinden ließ, als man das Amtsgebäude in eine Kirche umwandelte.
Diese Tendenz zur Politisierung des Marienbildes fand einen Höhepunkt im Bild Mariens als Kaiserin in einer byzantinischen Kapelle im Amphitheater von Durres (Albanien, vor 630).

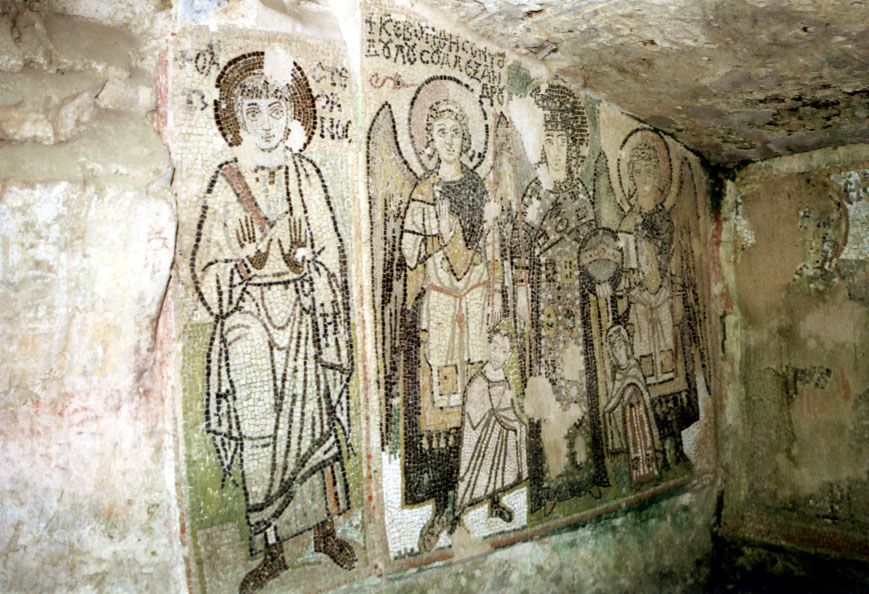
Durres, Amphitheater, Kapelle, Mosaik, Maria als himmlische Kaiserin mit Kreuz und Himmelsglobus (vor 630)

Maria im Juwelendiadem und der Triumphaltrabea der Kaiserin trägt das Siegeszeichen der verchristlichten Victoria, das Kreuz Christi, in der Rechten und den Himmelsglobus, der mit den Tierkreiszeichen und der Sonne versehen ist, in der Linken. Die himmlische Kaiserin ist die personifizierte Siegeskraft Christi und Herrscherin über den Kosmos und Friedensbringerin. Der Urtyp dieses Bildes scheint im Kontext des gewaltigen Sieges der Byzantiner über Awaren und Slawen 626 vor Konstantinopel, also nach 626, dort entstanden zu sein. In Dyrrachium, das von Slawen umgeben und bedroht ist, ist dem Bild der himmlischen Kaiserin die Aufgabe zugedacht, das Vertrauen in die Siegeskraft und Friedensmacht Mariens zu stärken.
Dieses Bild der Maria-Kaiserin im Juwelendiadem und der Amtstracht der Augusta blieb zusammen mit dem Maria-Augusta-Bild in Rom eine Ausnahmeerscheinung in der Ikonographie der Maria Königin.

### Heilige Jungfrau und Königin (spätestens ab dem 8. Jahrhundert)

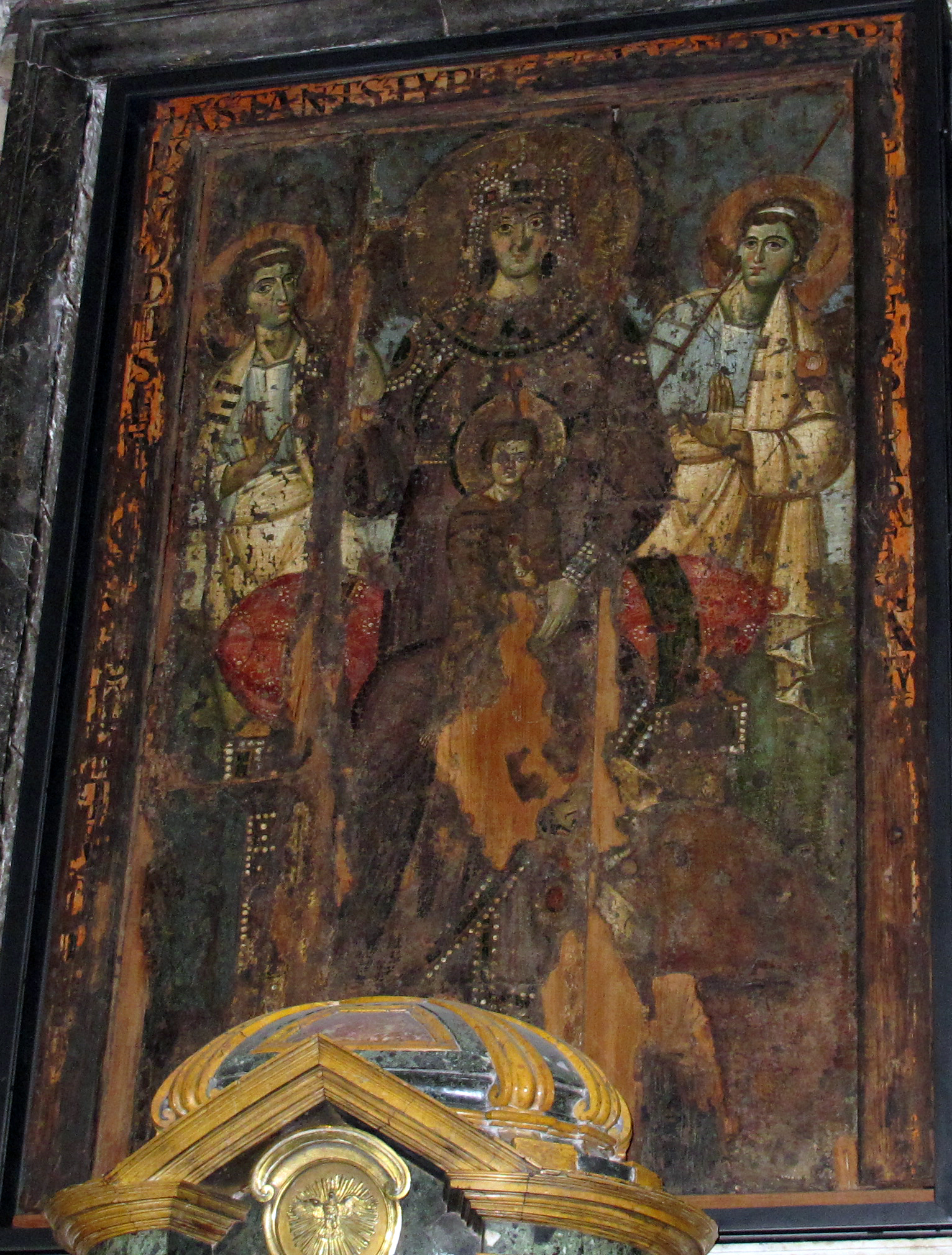
Rom, S. Maria in Trastevere, Ikone, Maria della Clemenza (Beginn 8. Jahrhundert)

Eine besondere Variante des Marienbildnisses, das bis auf ein Beispiel bis zum zwölften Jahrhundert nur in der Stadt Rom anzutreffen war, ist das Bild der heiligen Jungfrau und Königin Maria. Dessen kennzeichnendes Attribut ist die von S. Maria Maggiore in Rom bekannte Cyclas der geweihten Jungfrau im Himmel. Maria trägt sie zudem auf dem Reliquiar von Grado (6. Jahrhundert), dem nächsten Beispiel. Sie thront mit ihrem Sohn auf dem kaiserlichen Lyrathron, ausgezeichnet mit einem kaiserlichen Nimbus und dem Kreuzzepter, aber ohne kaiserliches Juwelendiadem. Dieses erscheint erst zu Beginn des 8. Jahrhunderts auf der Marienikone der Madonna della Clemenza in Santa Maria in Trastevere in Rom. Durch das Juwelendiadem wird das Königtum Mariens besonders sichtbar gemacht, aber auch ihre gottgeweihte Jungfräulichkeit durch die Cyclas, die zum Zeichen der königlichen Würde mit Perlen und Edelsteinen besetzt ist. Die Besonderheit dieses Bildnisses besteht darin, dass Parallelen zum byzantinischen Kaiserinnenbild vermieden werden. Maria trägt kein byzantinisches Augusta-Diadem und nicht die Amtstracht einer Augusta. Dieser Bildtyp ist offensichtlich in der Umgebung des Papsttums entstanden. Die Päpste wollten wohl durch die Einzigartigkeit ihres Maria-Königinbildes, die sich in der Distanz zu den Insignien der Augusta zeigt, ihre Eigenständigkeit gegenüber den byzantinischen Herrschern demonstrieren. H. Belting schreibt, Maria sei seit Johannes VII. (705–707) der eigentliche Souverän Roms und der Papst ihr Stellvertreter gewesen.

### Mögliche Faktoren für die Entstehung der königlichen Verehrung Mariens
Der Gedanke, die Mutter Jesu mit königlicher Würde auszuzeichnen, wurde wohl durch die in frühbyzantinischer Zeit einsetzende Verherrlichung Christi beeinflusst. Diese wurde durch die Lehre des Konzils von Nikaia (325) von der Wesensgleichheit des Sohnes Gottes mit Gott, dem Vater und der christologischen Begründung des christlichen Kaisertums angeregt. Auf dieser Basis zeichnete man Christus nicht nur mit Titeln des Kaisers aus, sondern betrachtete sein Leben und alle Lebensbereiche unter kaiserlichem Aspekt. Das Leben Christi schilderte man als das Leben eines Kaisers, den Himmel als kaiserliche Stadt mit dem Thronsaal, in dem Christus auf kaiserlichem Thron umgeben von den Engeln thront. In dieser Umgebung wurden die Engel zu Thronassistenten, die Apostel und Märtyrer zu Hofbeamten und zum himmlischen Magistrat. In diesem Umfeld stellte sich wie von selbst die Aufgabe, auch der Mutter des himmlischen Königs einen ihr entsprechenden Hofrang und entsprechende Würdezeichen zu verleihen. Für sie war der Titel „Königinmutter“ mit entsprechenden Würdezeichen wohl selbstverständlich. Zumal nach einem kaiserlichen Gesetz des 5. Jahrhunderts weibliche Angehörige von Amtsträgern, aber doch nur seine Ehefrau und seine Mutter, dem Amtsträger entsprechende Kleider und Sedilien benutzen durften.

### Die Regina Maria und die heidnischen Himmelsköniginnen
Die Verehrung Mariens als Himmelskönigin entwickelte sich in einer Welt des Heidentums. Diese war geprägt von dem Kult der Himmelsköniginnen verschiedener Religionen. Als „Himmelskönigin“ verehrte man in weiten Gegenden des Römischen Reiches die Göttin Tanit, aus dem arabisch-kanaanäischen Raum kommend, am weitesten verbreitet war wohl der Kult der ägyptischen Göttin Isis, die man als Regina caeli anrief und schließlich die Göttin Juno.
Angesichts des Kuchenopfers der arabischen Kollyridianer an Maria, das an den Tanitkult erinnert, erwog man, ob sich nicht der Marientitel „Regina caeli“ von da herleite. Die nur sporadische Bezeugung dieses Titels der Tanit und dazu noch in exklusiven Kreisen bietet für diese Herleitung eine wohl zu schmale Basis gegenüber der weltweiten Verbreitung der Verehrung Mariens als „Regina caeli“ in der kirchlichen Glaubenswelt. Außerdem gibt es für diese These keine ikonographischen Anhaltspunkte. Dieselben Argumente außer der Exklusivität würden auch gegen eine Herleitung aus dem Isiskult sprechen. Seit 395 waren die heidnischen Kulte und damit auch die Isisreligion aus der Öffentlichkeit des Römischen Reiches verbannt und damit wohl auch eine entscheidende Einflussnahme ausgeschlossen.
Bei der Frau nach Apokalypse 12 mit der Sonne bekleidet, den Mond zu ihren Füßen, mit zwölf Sternen um das Haupt wird zur Herkunft auf die Göttin Juno verwiesen. Sie wurde als Regina caeli mit einem Kranz von zwölf Juwelen auf dem Haupt dargestellt. Dieser Text wurde  seit dem 4. Jahrhundert  zunächst auf die Kirche bezogen und erst im 6. Jahrhundert auf Maria. Diese Interpretation musste sich nicht unbedingt am Junokult orientieren, sondern wurde schon durch die überragende Stellung der Mutter Jesu seit dem Konzil von Ephesus (431) und ihrer machtvollen Stellung als Regina caeli erklärt. Selbstverständlich war das religiöse Fluidum in der spätantiken Öffentlichkeit nicht frei von der Erinnerung an die mächtigen heidnischen Göttinnen, ihren Titeln und ihren Geschichten. Manche davon, kann man wohl auch für die Mutter Jesu als zutreffend empfunden haben und könnten daher das Bild von dem Königtum Mariens mitgeprägt haben. Doch das Königtum dieser heidnischen Göttinnen unterschied sich fundamental von dem Mariens: Sie waren als höchste Göttinnen allmächtige Herrscherinnen. Zudem war für den Titel „Regina caeli“ nicht diese Umfeld das prägende Motiv, sondern die parallele Sicht zwischen dem irdischen Römischen Reich und dem himmlischen Reich maßgebend. Es lag die Folgerung nahe: wie zum irdischen Reich  neben dem  Kaiser/König  eine Kaiserin/Königin gehört so auch zum himmlischen Reich neben Christus als König eine Königin, seine Mutter  Maria.

## Die Verehrung Mariens als Königin im zweiten Jahrtausend

### Die Intensivierung dieses Kultes
Die Verehrung Mariens als Königin wurde im zweiten Jahrtausend mit gesteigerter Intensität vor allem im Westen weiter gepflegt. Das Bild der gekrönten Himmelskönigin wurde im hohen Mittelalter im Westen zum vorherrschenden Typus des Marienbildes.

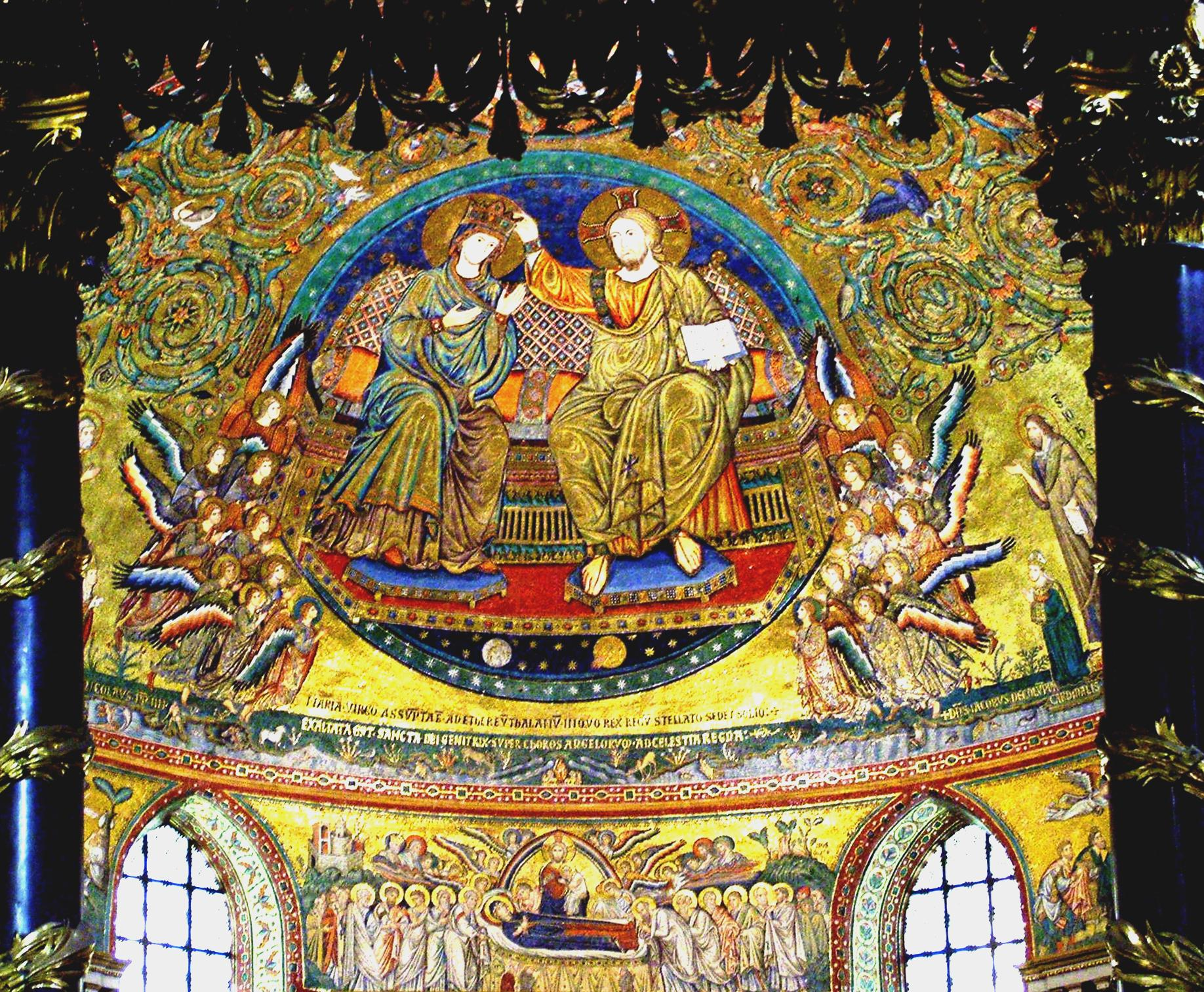
Rom, S. Maria Maggiore, Apsismosaik (1288–1292), Krönung Mariens zur Regina caeli

In den folgenden Jahrhunderten wurden ihm noch weitere Hoheitszeichen hinzugefügt, etwa um 1180 in Spanien der auf König Salomon verweisende Löwe am Thron Mariens. Der Löwenthron spielt auf Mariens Weisheit und königliche Abstammung an. Zur Zeit der Gegenreformation wurde das Bild der Madonna, die auf einer Mondsichel steht, mit weiteren Attributen versehen: Auf dem Kopf trägt die himmlische Königin eine Krone, in der rechten Hand das Zepter, auf dem linken Arm das segnende Kind oder die Weltkugel.
Das Königtum Mariens bezieht sich in der Frömmigkeit des Mittelalters mehr auf die Macht ihrer Fürbitte, ein königliches Prärogativ, das im Recht des Königs zum Schutze der Hilfsbedürftigen seinen Ursprung hatte. Von Paris aus verbreitete sich nach der Seeschlacht von Lepanto (1571) ein neues Königinnenbild: das Bild Mariens als Königin des Friedens.
Im Verlauf der demokratischen Strömungen des 20. Jahrhunderts büßte das Bild und die Verehrung Mariens als Königin an Strahlkraft und Verbreitung ein.

### Die Maria-Königin-Feste
Im 19. Jahrhundert begann man in einzelnen Ordensgemeinschaften und Diözesen, Maria-Königin-Feste zu feiern, so etwa 1845 in Ancona zu Ehren der Königin aller Heiligen, wie auch  1870 in Spanien und in einigen Diözesen Lateinamerikas. Papst Pius XII. legte zum Abschluss des Marianischen Jahres 1954 mit der Enzyklika Ad caeli reginam das Ideenfest Maria Königin für die Gesamtkirche auf den 31. Mai. Der römische Generalkalender verlegte 1969 dieses Marienfest auf den 22. August, den Oktavtag des Hochfestes Mariäe Himmelfahrt, zu dem es in innerer Beziehung steht. Der früher am 22. August gefeierte Gedenktag des Unbefleckten Herzens Mariä wurde auf den Tag nach dem Hochfest des Heiligsten Herzens Jesu gelegt.

### Patrozinien und Patronate
- Kirchen: siehe Maria-Königin-Kirche, Maria-Rosenkranzkönigin-Kirche
- Missionsschwestern Königin der Apostel zu Wien
- Taufnamen: siehe Regina (Vorname)
- Länder: siehe Regina Bavariae, Reina de Colombia

### Anrufungen in der Lauretanischen Litanei
Die Lauretanische Litanei enthält die folgenden Anrufungen Mariens als Königin:
- Königin der Engel (Regina angelorum, 2. August)[34]
- Königin der Patriarchen (Regina patriarcharum)
- Königin der Propheten (Regina prophetarum)
- Königin der Apostel (Regina apostolorum, 5. September)
- Königin der Märtyrer (Regina martyrum)
- Königin der Bekenner (Regina confessorum)
- Königin der Jungfrauen (Regina virginum)
- Königin aller Heiligen (Regina sanctorum omnium, 31. Mai)
- Königin, ohne Erbsünde empfangen (Regina sine labe originali concepta, 8. Dezember)
- Königin, aufgenommen in den Himmel (Regina in caelum assumpta, 15. August)
- Königin vom heiligen Rosenkranz (Regina sacratissimi rosarii, 7. Oktober, Rosenkranzfest)
- Königin der Familien (Regina familiarum)
- Königin des Friedens (Regina pacis)

## Bilder

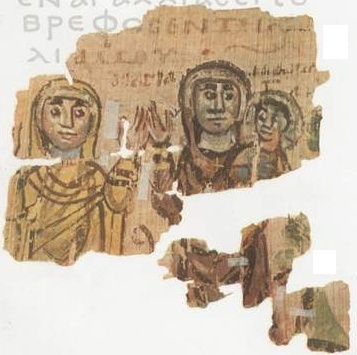
Alexandrinische Weltchronik (392–412) 7v: Jesus, Maria, Elisabeth
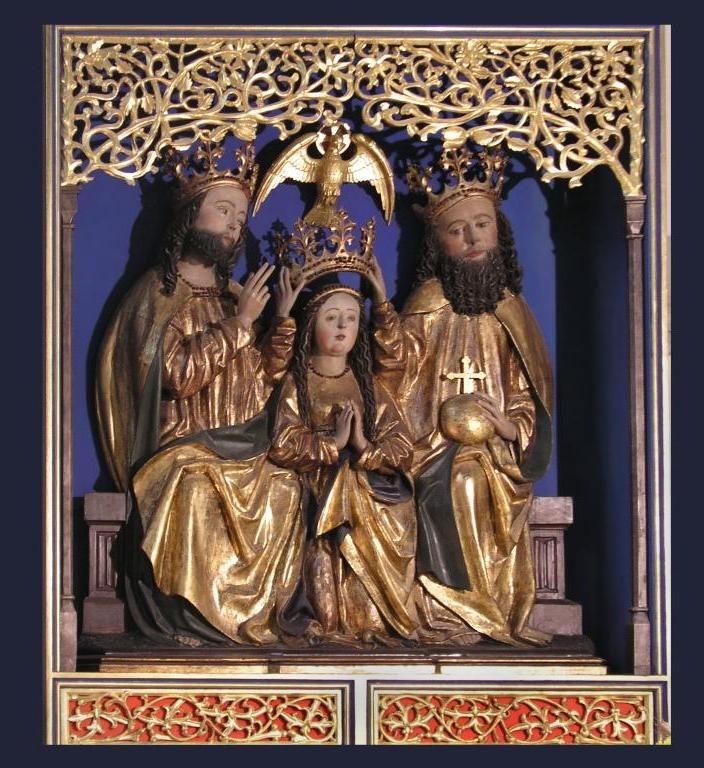
Maria-Krönungs-Altar, Altenberger Dom (15. Jahrhundert): Krönung Mariens durch die heiligste Dreifaltigkeit
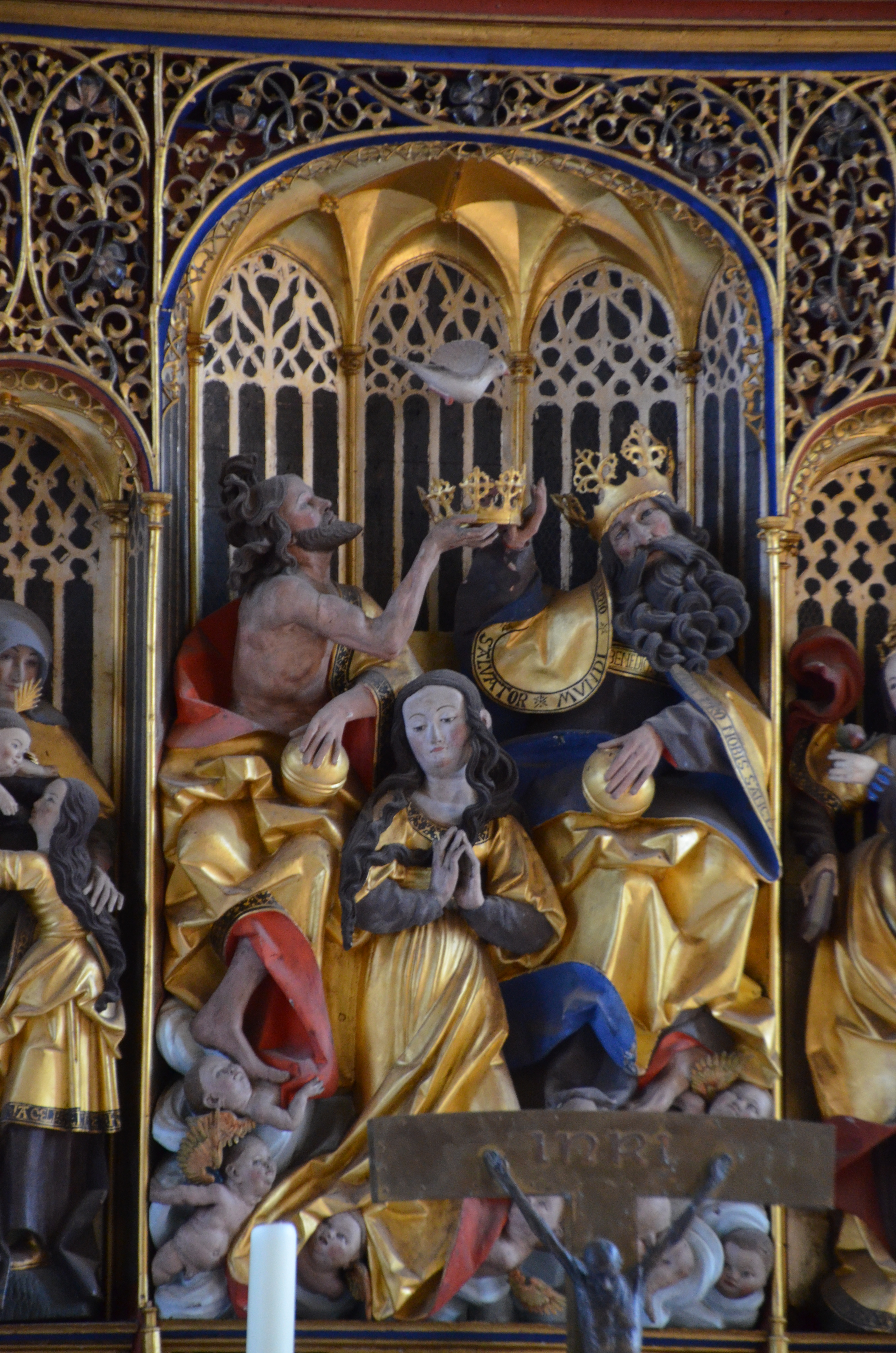
Trinitarische Marienkrönung im Altarretabel der Marienkirche in Wittstock (Claus Berg, um 1530)